# Симон Бито
Симон Бито (на френски: Simone Bitton) е френско-израелска режисьорка на документални филми.
Нейните филми са номинирани и спечелили награда „Сезар“, на Фестивала в Марсилия за документална филмова награда, на филмовия фестивал в „Сънданс“, Специалната награда на журито (за филма „Стена“).

## Биография
Симон Бито е родена в Рабат, Мароко на 3 януари 1955 г. Дъщеря е на еврейски бижутер в Мароко.
Емигрира със семейството си в Израел, докато е дете, през 1966 г. По-късно служи в израелската армия. Описва се като „арабска еврейка“. След заминаването ѝ за Франция завършва Институтя за висше кинознание през 1981 г. и сега живее основно там.

## Филмография
- 1981: „Соложе Жиро, по баща Таж“
- 1997: „Палестина / Израел, история на земя“
- 1998: „Бен Барка, мароканско уравнение“
- 1998: „Махмуд Даруиш“
- 2000: „Атаката“
- 2001: „Ситизен Бишара“
- 2004: „Стена“
- 2009: „Рейчъл“[3]